# Bielorrusia en los Juegos Olímpicos de Vancouver 2010
Bielorrusia estuvo representada en los Juegos Olímpicos de Vancouver 2010 por un total de 50 deportistas que compitieron en 6 deportes. 
El portador de la bandera en la ceremonia de apertura fue el jugador de hockey sobre hielo Oleg Antonenko.

## Medallistas
El equipo olímpico bielorruso obtuvo las siguientes medallas:
| Nombre           | Deporte          | Competición        |
| ---------------- | ---------------- | ------------------ |
| Oro              |                  |                    |
| Alexei Grishin   | Esquí acrobático | Salto aéreo M      |
| Plata            |                  |                    |
| Serguei Novikov  | Biatlón          | Individual 20 km M |
| Bronce           |                  |                    |
| Daria Domracheva | Biatlón          | Individual 15 km F |